# Неповна середня школа
Неповна середня школа — загальноосвітня школа.
Офіційно найменування н.с.ш. введене у 1934 році Постановою РНК СРСР і ЦК ВКП (б) «Про структуру початкової і середньої школи». Відповідно до постанови у початковій школі було 4 класи (з 1 по 4 включно), в неповній середній — 7 класів (з 1 по 7 включно), у середній — 10 класів (з 1 по 10 включно).
У 1958 році, згідно із Законом «Про зміцнення зв'язку школи з життям», неповна середня школа стала 8-річною, середня школа 11-річною.
У 1984 році, відповідно до нової структури загальноосвітньої школи у СРСР, н.с.ш. об'єднала 5-9-й класи, середня школа стала 12-річною.